# Franz Mohaupt

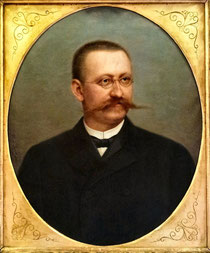
Franz Mohaupt

Franz Mohaupt (* 29. August 1854 in Jäckelsthal; † 21. Oktober 1916 in Böhmisch Leipa) war ein böhmischer Komponist, Lehrer und Autor. Für seine pädagogischen Schriften verwendete er das Pseudonym Ernst Schelmerding.

## Leben und Wirken
Mohaupt wuchs als Sohn eines Lehrers in Jäckelsthal auf und erhielt durch seinen Vater eine musikalische Ausbildung. Er besuchte die Lehrerbildungsanstalt in Leitmeritz, wo sein musikalisches Talent durch Josef Dionys Manzer gefördert wurde. Danach nahm er Kompositionsunterricht bei Julius Rietz in Dresden und vervollkommnete seine musikalische Ausbildung schließlich in Prag bei František Zdeněk Skuherský und Antonín Dvořák.
Ab 1874 arbeitete Mohaupt als Lehrer an der Bürgerschule in Friedland, zwei Jahre später wechselte er an die Bürgerschule in Karolinenthal. Im Jahre 1891 wurde er Direktor der Privat-Knabenvolksschule des Waisenhauses zu St. Johannes dem Täufer in Prag. Unter Mohaupts Leitung wurde diese zu einer Vorzeigeschule. Daneben wirkte er als zweiter Chormeister des Deutschen Männergesangvereins zu Prag und dirigierte im Neuen Deutschen Theater die böhmische Erstaufführung des Oratoriums Franciscus von Edgar Tinel. Im Jahre 1896 übernahm er die Direktorenstelle der Mädchenvolks- und Bürgerschule in Böhmisch Leipa.
Die Stadt Böhmisch Leipa ehrte Franz Mohaupt 1924 mit dem Mohauptbrunnen (Mohauptova kašna). Die bronzene Gedenktafel mit einem Porträt Mohaupts schuf die Leipaer Bildhauerin Johanna Maierová-Michelová.

## Kompositionen
Mohaupt komponierte eine Festmesse, ein Quintett, eine Orchester-Suite, [drei] Opern sowie Lieder und Chöre.
- Aus schwerer Zeit, vaterländische Oper in vier Aufzügen (Libretto: Joseph Lorenz), 1905
- Der Graf von Gleichen (Libretto: Peter Riedl), Oper, 1901
- Schwedennot (Libretto: Joseph Lorenz), Oper, zu Lebzeiten unaufgeführt

## Publikationen
- Hygienische Episteln für Lehrer und Erzieher, Fritsche 1889
- Kleiner Gesundheitsspiegel, 1893
- Allerlei Hobelspäne aus meiner Werkstatt, 1897
- Lernbüchlein für Geschichte, 1898
- Kleine Anstandslehre, 1899
- Die empfehlenswertesten Mädchenspiele, 2. Aufl. 1899 u. 1907
- Zur Artung des Gesangunterrichtes, 1905
- Kleine Bürgerkunde, 1909.